# Rio Gurijuba
Le rio Gurijuba est un cours d'eau brésilien qui baigne l'État d'Amapá. Il baigne les municipalités de Cutias et Macapá et va se jeter dans le bras du delta de l'Amazone le plus septentrional, le canal du Gurijuba (ou Guarijuba).